# Bidessus ruandensis
Bidessus ruandensis är en skalbaggsart som beskrevs av Omer-cooper 1974. Bidessus ruandensis ingår i släktet Bidessus och familjen dykare. Inga underarter finns listade i Catalogue of Life.